# Roc de la Corbera
El Roc de la Corbera és una muntanya de 1.495 metres que es troba al municipi de la Vansa i Fórnols, a la comarca de l'Alt Urgell.